# 劉彩雲
劉彩雲，香港資深編劇，現以部頭合約形式為無綫電視擔任編劇／編審。曾在亞洲電視及香港電視網絡任職編劇／編審。其作品有《阿旺新傳》、《大唐雙龍傳》、《天涯俠醫》、《富貴門》、《怒火街頭》；代表作《戇夫成龍》在2003年獲得收視冠軍。後跳槽至香港電視擔任《開腦儆探》一劇的編審。於2015年被邀請與朱鏡祺一起回巢無綫電視。

## 編審／編劇列表

### 電視劇（亞洲電視）
- 1990年：《樓下伊人》編劇
- 1991年：《廟街豪情》編劇
- 1992年：《本是同根》編劇

### 電視劇（無綫電視）
- 1992年：《極度空靈》編劇
- 1997年：《圓月彎刀》編劇、《天龍八部》編劇、《大刺客》編劇
- 1999年：《茶是故鄉濃》編劇
- 2000年：《廟街·媽·兄弟》編劇
- 2001年：《倚天屠龍記》編劇、《尋秦記》編劇
- 2002年：《法網伊人》編劇、《流金歲月》編劇、《戇夫成龍》編審+編劇
- 2003年：《律政新人王》編審（與歐冠英合作）
- 2004年：《大唐雙龍傳》編審（與徐達初合作）、《天涯俠醫》編審+編劇（與歐冠英合作）
- 2005年：《學警雄心》編審（與李綺華、蔡淑賢合作）、《阿旺新傳》編審（與陳金鈴合作）、《本草藥王》編審+編劇
- 2006年：《女人唔易做》編審（與朱鏡祺合作）、《心理心裡有個謎》編審（與蔡淑賢合作）
- 2007年：《師奶兵團》編審+編劇、《學警出更》編審（與李綺華合作）、《歲月風雲》編審（與葉世康、蔡淑賢、朱鏡祺合作）、《兩妻時代》編審+編劇（與孫浩浩合作）
- 2008年：《太極》編劇、《尖子攻略》編審（與盧美雲、李綺華合作）、《原來愛上賊》編審、《疑情別戀》編審（與盧美雲、梁恩東合作）
- 2009年：《蔡鍔與小鳳仙》編審（與盧美雲、羅宗耀、蔡淑賢合作）、《富貴門》編審（與盧美雲、蔡淑賢合作）
- 2010年：《刑警》編審+編劇（與梁恩東合作）
- 2011年：《怒火街頭》編審+編劇（與陳金鈴合作）、《九江十二坊》編審（與阮少娜合作）
- 2012年：《缺宅男女》編審（與孫浩浩合作）、《耀舞長安》編審+編劇（與湯健萍合作）、《怒火街頭II》編審（與孫浩浩合作）
- 2017年：《踩過界》編審（與李綺華、陳琪合作）
- 2018年：《大帥哥》編審（與羅佩清、陳琪合作）

### 電視劇（香港電視網絡）
- 2015年：《開腦儆探》編審

### 電視劇（中國大陸）
- 2016年：《櫃中美人》編劇